# الصوت اليهودي من أجل السلام
الصوت اليهودي من أجل السلام (بالإنجليزية: Jewish Voice for Peace) وتُعرف اختصارًا بـ JVP هي منظمة بالولايات المتحدة تركز على الصراع الإسرائيلي–الفلسطيني.  تصف المنظمة نفسها بأنها «مجموعة واسعة ومتنوعة من الناشطين في المجتمع الديمقراطي وعملها مستوحى من التقاليد اليهودية من أجل السلام والعدالة الاجتماعية وحقوق الإنسان لدعم تطلعات الإسرائيليين والفلسطينيين للأمن وتقرير المصير» وتقول المنظمة أنها «تسعى إلى إنهاء الاحتلال الإسرائيلي للضفة الغربية وقطاع غزة وللقدس الشرقية». في حين يعتبر منتقدوا المنظمة أنها تعمل على تقويض الدعم الشعبي لإسرائيل.

## المؤسسون وأعضاء المجلس الاستشاري
المنظمة تشكلت في أيلول / سبتمبر 1996. ريبيكا فيلكوميرسن هي المدير التنفيذي؛ هناك 27 موظفا الآخرين. أعضاء المجلس الاستشاري يشمل توني كوشنر، ومايكل راتنر، وسارة شولمان، وجوديث بتلر، ونعوم تشومسكي، ونعومي كلاين، ووالاس شون.

## مواقف
تُعارض المنظمة  الاحتلال الإسرائيلي في  الضفة الغربية وقطاع غزة. وقد نشرت مقالات تنتقد ما تصفه بأنه «انتهاكات شديدة لحقوق الإنسان والتي تمارسها إسرائيل في كل يوم»،  مثل بناء الجدار الفاصل في الضفة الغربية والحصار المفروض على قطاع غزة والعمليات العسكرية في غزة والضفة الغربية.
تقول المنظمة أنها «لا تؤيد حل الدولة الواحدة لحل الصراع الإسرائيلي-الفلسطيني، ولا حل الدولتين». وفقا للمحلل دوف واكسمان فإن مثل هذه المواقف تعني أنها لا تدعم طابع دولة إسرائيل يهودية وديمقراطية. أيدت المنظمة  حركة غزة الحرة حتى تشرين الأول/أكتوبر 2012، عندما تبرأت المنظمة من الحركة بعدما قام مؤسسها غريتا برلين بنشر تغريدة معادية للسامية.